# ディーゼルハンマー
ディーゼルハンマー（Diesel hammer,Diesel pile hammer）は、杭や矢板を地中に深く打ち込むのに使用される基礎工事用機械。2サイクルディーゼルエンジンと同様の原理で作動する。ディーゼルパイルハンマー、パイルアンドハンマー工法とも。

## 概要
杭打機には様々な種類があり、おもりをウィンチで巻き上げ、杭頭に落下させて杭を打ち込むドロップハンマー、蒸気や圧縮空気を利用して、杭頭に置かれたシリンダー内のピストンに上下運動を行わせ、ピストン下端に取り付けられたおもりによって杭頭に打撃力を与える気動ハンマー、高周波を発生させる振動機により自沈させるバイブロハンマーなどがあるが、ディーゼルエンジンと同じ原理によるピストンの上下運動を利用して、杭頭に打撃力を与える方式がこのディーゼルハンマーである。小径の杭の打込みにはドロップハンマーも用いられるが、大型の鋼管杭が多く採用されるようになったり、打撃力が大きいディーゼルハンマーが一時期杭打機の主流となった。しかし、工事敷地境界における騒音レベルが80db前後と高く、加えてディーゼルエンジンの排気ガスが発生し、環境保全の観点から日本国内の市街地では使用されず、主に海上工事などの周辺への影響が少ない場所で使用されるようになってきている。

## 原理
軽油を使用し、2サイクルディーゼルエンジンと同様の原理で作動する。 ラム（ピストン）落下による打撃力と燃料の爆発力によって杭を打ち込むと同時にラムを上方に押し上げる動作を繰り返す。シリンダからクレーンでラムを持ち上げ離すと、ピストンは重力でシリンダ内に落ちてゆくがこのときピストンがシリンダ内の空気を圧縮して高い温度が発生する。ここに燃料を噴射して自然着火させるとその爆発力でピストンは持ち上がり、再び重力で落ちたところに燃料を噴射するというサイクルを繰り返して杭を打ち込む。ラムが落下し、燃料が噴射され爆発し排気される際には黒煙と火炎が排気口から噴出される。